# Paragymnopteris
Paragymnopteris, rod papratnjača iz potporodice Cheilanthoideae, dio porodice bujadovki (Pteridaceae), raširen po Starom svijetu. Postoji 6 vrsta

## Vrste
1. Paragymnopteris bipinnata (Christ) K.H.Shing
2. Paragymnopteris borealisinensis (Kitag.) comb.ined.
3. Paragymnopteris delavayi (Baker) K.H.Shing
4. Paragymnopteris marantae (L.) K.H.Shing
5. Paragymnopteris sargentii (Christ) K.H.Shing
6. Paragymnopteris vestita (Wall. ex C.Presl) K.H.Shing

## Sinonimi
- Paraceterach (F.Muell.) Copel.
- Parahemionitis Panigrahi